# سیارک ۳۲۸۹
سیارک ۳۲۸۹ (به انگلیسی: 3289 Mitani، نامگذاری:1934RP) سه هزار و دویست و هشتاد و نهمین سیارک کشف شده‌است که در ۷ سپتامبر ۱۹۳۴ و در هایدلبرگ کشف شد.
قدر مطلق سیارک برابر ۱۴٫۲۰ است.